# مركز تنظيم المعدات الثقيلة
مركز تنظيم المعدات الثقيلة هو مركز حكومي سعودي أنشئ بقرار مجلس الوزراء الصادر بتاريخ 6 أبريل 2021. يهدف إلى تنظيم المعدات الثقيلة المشمولة باختصاصاته بما يضمن جودتها وسلامتها، ويكون المركز ضمن الهيكل التنظيمي للهيئة السعودية للمواصفات والمقاييس والجودة، ويرتبط تنظيمياً بمحافظ الهيئة.

## مهام المركز
يقوم المركز باقتراح اللوائح والمعايير التشغيلية المتعلقة بالمتطلبات العامة للمعدّات الثقيلة، والتفتيش والرقابة عليها، وصيانتها، وتشغيلها، ووضع ما يلزم من خطط وبرامج تتعلق بتنظيم أعماله ونشاطاته، وإنشاء قاعدة بيانات في شأن المعدّات الثقيلة بالتعاون مع الجهات المعنية، ويشمل ذلك حصرها وتسجيل ملكيتها وبياناتها، واعتماد جهات التفتيش والرقابة على سلامة المعدات الثقيلة، واعتماد الجهات التدريبية لمشغلي المعدّات الثقيلة، وإصدار التراخيص اللازمة للمعدّات الثقيلة وتشغيلها.
كما يتولى الإشراف على عمليات فحص المعدّات الثقيلة للتأكد من سلامتها وجاهزيتها للتشغيل وبدء الخدمة، ووضع القواعد اللازمة للتأهيل والترخيص لمشغلي المعدات الثقيلة، واقتراح ضوابط لعمر المعدّات الثقيلة الافتراضي وضوابط التخلص منها، واقتراح المقابل المالي لما يقدمه المركز من أعمال وخدمات في مجال اختصاصه، والعمل على نشر الوعي بأهمية تسجيل وسلامة المعدّات الثقيلة واستخدامها، وكفاية مشغليها، بالإضافة إلى التنسيق مع الجهات الحكومية والخاصة، والمتابعة معها، فيما يتعلق بتنفيذ الخطط والبرامج المتعلقة بتنظيم المعدّات الثقيلة، والإسهام في تنظيم جهود الجهات الحكومية والخاصة في هذا المجال.